# Eremya Çelebi Kömürciyan
Eremya Çelebi Kömürciyan (Costantinopoli, 13 maggio 1637 – Costantinopoli, 15 luglio 1695) è stato un poeta, tipografo, storico, pedagogo, musicista, miniaturista e traduttore armeno, autore di notevoli opere in turco e armeno.

## Biografia
Il padre di Eremya, Mardiros Kömürdjian (1608-1681), era un sacerdote, e anche i suoi due fratelli minori furono ordinati sacerdoti. Nato nel quartiere di Langa di Istanbul, Eremya Çelebi Kömürciyan fu allevato dallo zio materno, Hacı Ambağum. Oltre all'armeno, imparò il turco, il greco e alcune lingue europee. Dopo la morte di Hacı Ambağum, insegnò ai figli di Abro Çelebi, un mercante armeno. Abro Çelebi era molto vicino al gran visir dell'epoca, Fazıl Ahmed Köprülü. In questo modo, Kömürcüyan apprese gli affari di stato e conobbe persone molto influenti.
Si sposò nel 1657 ed ebbe tre figli e una figlia. Il figlio maggiore, Ampagum (1659-1692), divenne sacerdote e prese il nome di Krikoris. Il secondo, Malachia (1662-1702), divenne un miniaturista.
All'età di 22 anni (dal 1659 all'inizio del 1660), Eremya divenne consigliere e segretario del Patriarca armeno di Costantinopoli. Conosceva i segreti della politica ottomana e gli stretti confini entro i quali il patriarcato cercava di portare avanti gli affari della comunità. Oltre al greco e al latino, parlava il turco e la sua lingua madre. Su richiesta di alcuni studiosi turchi, tradusse in turco le opere di Mosè di Corene. Viaggiò ripetutamente in Palestina, Siria, Asia Minore, Tracia e Armenia orientale e fu anche attivo politicamente.
Eremya Çelebi Kömürdjian fu un veemente oppositore della Chiesa cattolica. Grazie alla sua tipografia fondata nel 1677 fu un pioniere dell'arte della stampa a Costantinopoli .

## Stile
Eremya Çelebi Kömürdjian scrisse in armeno e in turco. L'alternanza linguistica nelle poesie, a volte da un verso all'altro, è di grande interesse estetico.
L'opera storica di Kömürdjian, senza arrivare a essere una vera e propria controstoria, presenta una versione non ufficiale dei fatti storici. Il topos di Costantinopoli come luogo di esilio trova  con Yeremia Chelebi Kömürdjian un posto fisso nella letteratura armena.

## Opere
- Diario (in armeno Orakrutiun?, pubblicato a Gerusalemme nel 1939)
- Romanzo di Alessandro, (traduzione in turco Kitab Hikâye-i Cihangir Iskender Zülkarneyn)
- Romanzo di Parigi e Vienna, (traduzione in turco Hikâye-i Faris ve Vena)
- Cronologia (in armeno Darekrutiun?)
- Storia d'amore del fornaio albanese Dimo e della ragazza ebrea Mrkada (in armeno e turco)
- Racconto dell'incendio di Stambul (1662) (in armeno Badmutiun Hragisman Gosdantnubolso?)
- Storia di Abro Tschelebi (1672) (in armeno Badmutiun Abro Tschelebii?)
- Breve storia dei quattrocento anni dei governanti ottomani (1678) (in armeno Badmutiun Hamarod 400 Darva Osmantsots Takavorats?)
- Synaxarion (Le vite dei santi), (1685) traduzione in turco
- Storia di Stambul 1662-1684 (1689) (in armeno Isdambolo Badmutiun 1662-1684?)